# Morfontaine
Morfontaine település Franciaországban, Meurthe-et-Moselle megyében. Lakosainak száma 1076 fő (2022. január 1.). Morfontaine Bréhain-la-Ville, Fillières, Laix, Ville-au-Montois és Villers-la-Montagne községekkel határos.

## Népesség
A település népességének változása:
| Lakosok száma | 967  | 915  | 827  | 1095 | 1109 | 1098 | 1092 | 1086 | 1081 | 1076 |
|               | 1968 | 1982 | 1990 | 2006 | 2013 | 2015 | 2017 | 2019 | 2020 | 2022 |